# Virgen de la Paruela
La Virgen de la Paruela es una advocación mariana de la localidad de Bagüés, lugar de donde es patrona y cuya imagen tiene su centro de culto en la ermita de la Virgen de la Paruela.
Anteriormente, la Virgen estaba en la ermita donde está actualmente, pero aquello era una pardina, la pardina de la Paruela. De aquella pardina, hoy solo queda la ermita, a 4 kilómetros de Bagüés, los vecinos suelen ir allí dando una vuelta en bici o caminando desde la villa hasta la ermita. Actualmente es venerada por los vecinos del pueblo y de la comarca y también, de muchos pastores que cuidan su ganado por la zona de Bagüés, de la Canal de Berdún y de las Cinco Villas.

## Ermita
La ermita de la Virgen de la Paruela es una pequeña construcción de origen románico. Está ubicada en el paraje de la Paruela a unos 4 km de Bagüés.
Visible desde la carretera, a lo lejos parece más una edificación agrícola que una ermita. 
La Paruela se restauró hace aproximadamente poco más de una década: se picaron las paredes para que se viese la piedra, se rejuntaron las piedras de los muros y se cambió por completo la techumbre.

## Festividad

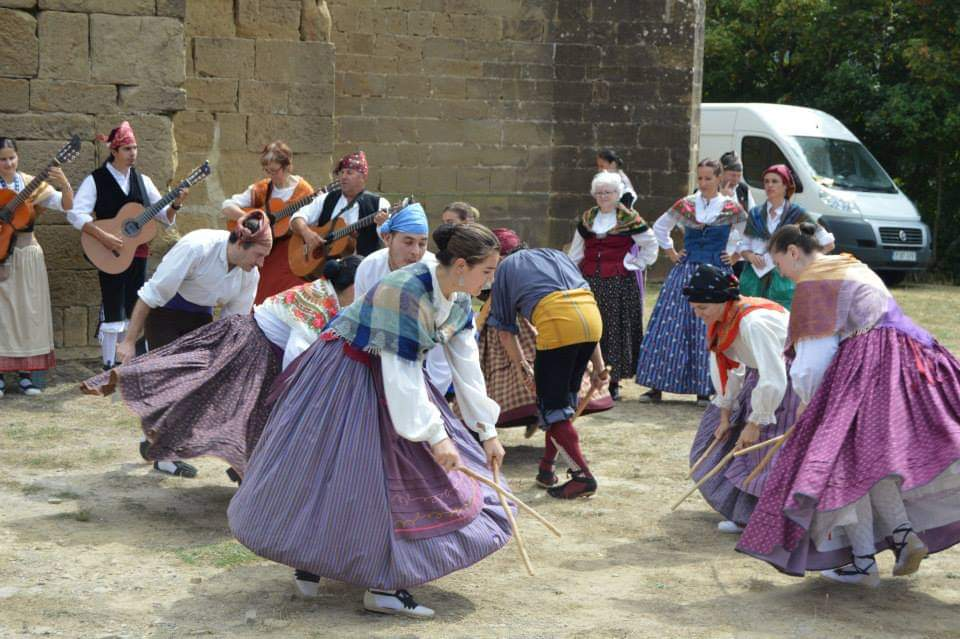
Jotas y rondaderas durante las Fiestas de la Paruela

La Virgen de la Paruela tiene su día mayor el 15 de agosto, patrona de la villa: En este día se hace una multitudinaria romería a la Ermita de la Virgen de la Paruela con ofrendas florales incluidas, y en la ermita se hace también una misa mayor. 
En este día se celebra también la comida popular en la carpa del pueblo. Es un día en al que acude gente de distintas localidades de nuestra geografía. Además de estos actos también se realizan espectáculos y actuaciones en las calles del pueblo.

### Fiestas de la Paruela
Son las fiestas mayores, que duran una semana y se celebran alrededor del día de la Virgen, el día 15 de agosto, actos, eventos, desfiles y espectáculos de calle para celebrar los días mayores de la villa. Hay un evento que atrae a mucha gente, el vino español, se celebra una cena multitudinaria ofrecida por el Ayuntamiento y preparada por un catering de alta cocina, la noche es animada por una orquesta y durante el descanso, se juega un bingo, cuando acaba la orquesta, más tarde de medianoche, la noche sigue con música de dj que termina de madrugada.

## Jotas a la Virgen
Existen varios cantos a la Virgen de la Paruela en forma de jotas aragonesas que son cantadas y bailadas durante sus días, especialmente en su día, en la Romería a la Ermita de la Paruela.